# Шаповал Юрій Євгенович
Ю́рій Євге́нович Шапова́л (31 березня 1954, Чернівці — 10 квітня 2019) — український воєначальник, генерал-лейтенант (2006). Кандидат військових наук, магістр права.

## Життєпис
У 1976 році закінчив Київське вище загальновійськове командне училище імені М. В. Фрунзе, у 1984 році — Військову академію імені М. В. Фрунзе, у 1997 році — Академію Збройних Сил України, у 2006 році — Національну академію Державної податкової служби України.
Проходив військову службу на посадах командира мотострілецького взводу, командира мотострілецької роти, начальника штабу — заступника командира та командира мотострілецького батальйону, заступника командира та командира мотострілецького полку, заступника командира мотострілецької дивізії, командира 28-ї механізованої дивізії.
1 грудня 1994 року полковнику Шаповалу присвоєне військове звання генерал-майор.
З 1997 по 2002 роки — начальник штабу — перший заступник командира армійського корпусу.
У 2002—2003 роках — начальник Військової служби правопорядку Збройних Сил України — начальник Головного управління Військової служби правопорядку Збройних Сил України.
У 2003—2004 роках — командир 6-го Дніпропетровського гвардійського армійського корпусу Південного оперативного командування.
З листопада 2004 по січень 2007 року — заступник начальника Генерального штабу Збройних Сил України.
21 серпня 2006 року генерал-майору Ю. Є. Шаповалу присвоєне військове звання генерал-лейтенант.
Протягом січня — листопада 2007 року обіймав посаду командувача Об'єднаного оперативного командування Збройних Сил України.
7 листопада 2007 року генерал-лейтенант Ю. Є. Шаповал був звільнений з посади командувача Об'єднаного оперативного командування ЗС України та призначений Головним військовим інспектором — першим заступником Головного інспектора Головної інспекції Міністерства оборони України.

## Нагороди
- Орден Богдана Хмельницького 2-го ступеня (06.12.2012)[4].
- Орден Богдана Хмельницького 3-го ступеня (01.12.2009)[5].
- Орден «За службу Батьківщині у Збройних Силах СРСР» 3-го ступеня.

Також нагороджений відзнаками Міністерства оборони України та начальника Генерального штабу Збройних Сил України, голови Адміністрації Державної спеціальної служби транспорту, голови Державної прикордонної служби та інших міністерств і відомств України, іменною вогнепальною зброєю та холодною зброєю, Почесною грамотою Верховної Ради України, Золотою зіркою Міжнародного комітету захисту прав людини.